# Gostoen
Gostoen (Bulgaars: Гостун) is een dorp in de Bulgaarse oblast Blagoëvgrad. Het dorp is gelegen in de gemeente Bansko en telde op 31 december 2019 slechts 30 inwoners. 

## Bevolking
Het dorp Gostoen kampt, net zoals vele andere dorpen in Bulgarije, met een drastische bevolkingsafname. Tussen 1934 en 2019 is het inwonersaantal met ruim 95% afgenomen: van 621 personen naar slechts 30 personen. In het dorp wonen uitsluitend etnische Bulgaren.
| Bevolkingsontwikkeling tussen 1934 en 2019          |
| --------------------------------------------------- |
|                                                     |
| Bron: Nationaal Statistisch Instituut van Bulgarije |

| Etnische samenstelling van de respondenten (2011) | Etnische samenstelling van de respondenten (2011) | Etnische samenstelling van de respondenten (2011) | Etnische samenstelling van de respondenten (2011) | Etnische samenstelling van de respondenten (2011) |
| ------------------------------------------------- | ------------------------------------------------- | ------------------------------------------------- | ------------------------------------------------- | ------------------------------------------------- |
|                                                   |                                                   |                                                   |                                                   |                                                   |
| Bulgaren                                          | Bulgaren                                          |                                                   | 100,0%                                            | 100,0%                                            |
| Turken                                            | Turken                                            |                                                   | 0,0%                                              | 0,0%                                              |
| Roma                                              | Roma                                              |                                                   | 0,0%                                              | 0,0%                                              |
| Anders/Onbekend                                   | Anders/Onbekend                                   |                                                   | 0,0%                                              | 0,0%                                              |